# 勒特兴
勒特兴（德語：Roetgen，發音：[ˈʁøːtçən]）是德国北莱茵-威斯特法伦州科隆行政区亚琛城市区的市镇，面积39.03平方千米，2023年12月31日人口为8,765人。

## 地名
该地名“Roetgen”发音特殊，其发音为[ˈʁøːtçən]（发音同“Röhtchen”，应译“勒特兴”）而非[ˈʁoːtɡn̩]或[ˈʁøːtɡn̩]，《世界地名翻译大辞典》将其误译作“罗特根”，《世界地名译名词典》将其误译作“勒特根”。